# Per Sylvan
Den här sidan handlar om generalen Per Sylvan. För agronomen, se Per Sylvan (agronom).
Per Gustaf Sylvan, född 23 april 1875 i Malmö, död 19 september 1945 i Stockholm, var en svensk militär (generallöjtnant), som var arméchef 1937–1940.

## Biografi
Per Sylvan var son till läroverksadjunkten och sparbankskamreren fil. mag. Per Gustaf Sylvan. Han avlade officersexamen 1895 och blev underlöjtnant vid Wendes artilleriregemente (A 3) samma år. Han genomgick Artilleri- och ingenjörhögskolans (AIHS) högre kurs och blev löjtnant 1898. Sylvan var repetitör vid AIHS 1900–1902, artilleristabsofficer 1902–1904, lärare i artilleri vid AIHS 1904–1912. Han blev kapten 1907, major 1915, överstelöjtnant 1918, vid Wendes artilleriregemente 1922, och överste 1926. Sylvan var chef för AIHS 1915–1922, chef för artilleristaben 1926–1931, för Smålands arméartilleriregemente (A 6) 1931–1932, brigadchef vid Östra arméfördelningen 1932–1935, inspektör för militärläroverken 1932–1935, chef för Södra arméfördelningen 1935–1937 och chef för armén 1937–1940. Han befordrades till generalmajor 1933 och till generallöjtnant 1937.
Sylvan genomgick taktisk kurs för generaler i Frankrike 1927, var ledare av artillerikommittén 1910 och 1918–1920, av fortifikationskommittéen 1919, genomförde studieresa till Österrikes front 1918, var lärare vid Artilleriets skjutskola 1920–1925, chef för artilleriets mätkurs 1922 och 1923 samt för artilleriets skjutskola 1927–1931. Sylvan blev ledamot av andra klassen av Kungliga Krigsvetenskapsakademien 1915 och av första klassen 1933.
Per Sylvan var son till Per Gustaf Sylvan (1827–1903) och Tina Löfvengren (1844–1893). Han var vidare bror till överste Georg Sylvan, generalmajor Ove Sylvan och generaldirektör Hakon Sylvan. Per Sylvan gifte sig första gången 1906 med sin kusin Signild Sylvan (1875–1908), med vilken han fick sonen filosofie doktor Nils Sylvan (1907–1998), och andra gången 1913 med Märta Santesson (1884–1963).

## Utmärkelser

### Svenska utmärkelser
- Konung Gustaf V:s jubileumsminnestecken med anledning av 70-årsdagen, 1928.[7]
- Kommendör med stora korset av Svärdsorden, 5 juni 1937.[8]
- Kommendör av andra klassen av Vasaorden, 17 november 1931.[9]
- Riddare av Nordstjärneorden, 1923.[10]

### Utländska utmärkelser
- Storkorset av Norska Sankt Olavs orden, senast 1945.[7]
- Kommendör av andra graden av Danska Dannebrogorden, senast 1945.[7]
- Kommendör av Nederländska Oranien-Nassauorden med svärd, senast 1945.[7]